# Atlantic Southeast Airlines

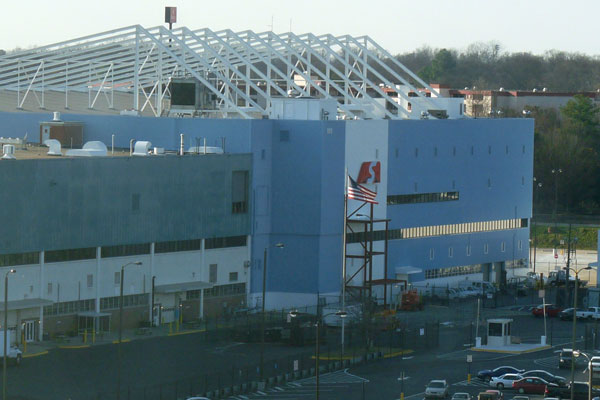
La sede del ASA.

Atlantic Southeast Airlines, Inc. (ASA) era una aerolínea estadounidense con base en College Park, Georgia, EE. UU. que volaba a 144 destinos como Delta Connection. Era una filial perteneciente a SkyWest, Inc. Todos los vuelos eran operados como Delta con número de vuelo comprendido entre 4915 y 5722. Todos los números de vuelo de Delta Connection han sido cambiados recientemente como resultado de la fusión Delta/Northwest.  ASA operaba unos 900 vuelos diarios. Su base principal era el Aeropuerto Internacional Hartsfield-Jackson (ATL). Anteriores aeropuertos principales fueron el Aeropuerto Internacional Dallas-Fort Worth (DFW), el Aeropuerto Internacional de Salt Lake City (SLC) y el Aeropuerto Internacional de Los Ángeles (LAX). La aerolínea también cuenta con un aeropuerto foco en Cincinnati.  ASA abrió una base de tripulantes en LAX en diciembre de 2006 que fue cerrada en junio de 2007, cuando Delta decidió usar los servicios de ExpressJet Airlines.

## Historia
El 12 de marzo de 1979, era una compañía del tipo Sociedad Anónima de Atlantic Southeast Airlines, Inc. Con su base asentada en Atlanta. El 27 de junio comenzó sus operaciones con un avión Twin Otter de 19 plazas que unió Atlanta y Columbus. La llamada de vuelo, Candler, procedía del apellido de un antiguo alcalde de Atlanta y fundador de la compañía Coca-Cola, Asa Candler, quien originalmente era el propietario del Aeropuerto Internacional Hartsfield-Jackson de Atlanta. "Candler" fue elegido tras un juego de palabras cuando Acey estuvo temporalmente no disponible. Tras unos años, el identificador de ASA cambió de ASE a CAA, luego a ACY y finalmente a ASQ. [cita requerida]
La compañía se convirtió en pública cuando se anunció la venta de acciones en 1982. El 1 de abril de 1983 la compañía adquirió Southeastern Airlines. Un año más tarde, en 1984, ASA se convirtió en una de las primeras aerolíneas regionales del programa Delta Connection. Tras sólo unos pocos años como aerolínea regional, la aerolínea fue nombrada 'Aerolínea Regional del Año' por la Air Transport World en enero de 1987.
Los servicios a reacción de ASA comenzaron con la introducción de los BAe 146 en 1995. Dos años después, la compañía comenzó a operar los CRJ para sus vuelos desde Atlanta. Los vuelos en CRJ desde el hub de Dallas/Fort Worth comenzaron en 2000.
El 8 de septiembre de 1998 la compañía fue galardonada como una de las mejor dirigidas compañías de la aviación global y la industria aeroespacial por la revista Aviation Week and Space Technology. 
Delta Airlines adquirió la compañía el 22 de marzo de 1999, incrementando su inversión en Atlantic Southeast Airlines del 28% al 100%, y comenzando sus operaciones el 11 de mayo del mismo año. En 2000, Comair, componente de Delta Connection, se alió con ASA para anunciar el mayor pedido de jets regionales de la industria. También en 2000, ASA comenzó a operar vuelos internacionales con Toronto, Canadá, desde Atlanta.
En 2001, el presidente Skip Barnette fue nombrado Ejecutivo de Aerolínea Regional del año 2000  por la Commuter/Regional Airline News. A finales de 2001, ASA transportó la Antorcha Olímpica para los juegos de invierno de 2002, entre Miami y Mobile, como parte de la colaboración de Delta para los Juegos Olímpicos de Invierno de 2002 en Salt Lake City.
En 2002, ASA recibe y comienza a utilizar su primer avión CRJ700 de 70 plazas para Delta Connection. Todos los CRJ previos eran del tipo CRJ200, que tan sólo ofrece 50 asientos. También en 2002, ASA comienza a operar en su aeropuerto número 100: Aeropuerto Internacional de Cincinnati/Kentucky Norte en Cincinnati, Ohio. Para junio de 2003, ASA había recibido su CRJ número 100. En 2004, Se entregó a ASA una edición especial de CRJ700 para conmemorar su 25 aniversario de las operaciones de pasajeros.
El 15 de agosto de 2005, Delta anunció que había alcanzado un acuerdo para vender ASA a SkyWest, Inc. por 425 millones de dólares, y el 8 de septiembre de 2005, SkyWest anunció que la adquisición había sido completada, y que los vuelos y el código compartido comenzarían esa misma noche.
Poco después de que la compra se hubiese completado por SkyWest, Inc., la nueva compañía decidió cerrar la base de ASA en Salt Lake City y transfirió 12 de los CRJ700 de ASA a SkyWest Airlines.  Finalmente sólo 4 de los 12 aviones fueron transferidos entre las compañías.  SkyWest Airlines también recibió los aviones regiones restantes del pedido de ASA, 5 CRJ700 y 17 CRJ900. [cita requerida]
El 1 de junio de 2006, ASA negoció con el Departamento de Transporte de los Estados Unidos con el fin de conseguir una exención para comenzar a operar vuelos entre el Aeropuerto Internacional de Los Ángeles y nueve destinos mexicanos bajo la marca Delta Connection. Estos vuelos tenían que ser aprobados por los Estados Unidos así como por el gobierno mexicano. ASA también anunció la apertura de una base de tripulaciones en Los Ángeles el 1 de diciembre de 2006, para apoyar la ampliación de vuelos en la costa oeste. ASA comenzó a operar desde Los Ángeles el 15 de diciembre de 2006.
El 20 de diciembre de 2006, Skywest Inc. Anunció que 8 CRJ700 de Comair serían transferidos a Atlantic Southeast Airlines y operando desde Cincinnati, hub de Delta en enero de 2007. A esto le siguió una propuesta de Delta Airlines para ayudarle a reducir los costes de sus operaciones de Delta Connection.
El 30 de diciembre de 2008, Delta anunció que 10 aviones CRJ900 serían destinados para Atlantic Southeast Airlines comenzando a operar en abril de 2009. Ocho aviones serían entregados desde la fábrica y dos se encuentran en servicio ya con Pinnacle Airlines y serán transferidos a ASA. Como contraprestación, 20 aviones CRJ200 serán retirados de los vuelos de ASA con Delta, con el fin de cumplir el acuerdo de Delta Connection con comienzo en junio de 2010.
ASA tiene la tasa más baja de cumplimiento horario, y la más alta de equipajes perdidos de las 19 aerolíneas estadounidenses estudiadas por el Departamento de Transporte de los Estados Unidos en el transcurso del año 2006. La tasa de equipajes perdidos de ASA mejoró levemente en 2007, pero continuó quedando de las últimas en puntualidad de las 20 aerolíneas estudiadas. Debe mencionarse, sin embargo, que ASA no es directamente responsable de los equipajes extraviados desde que los equipajes de ASA son manejados por Delta Airlines. Bajo la nueva dirección de Brad Holt, la puntualidad de los vuelos mejoró sin parar, con una puntualidad del 100% en destinos como Montgomery, donde ASA fue galardonada por exceder las expectativas de puntualidad de la ciudad. 
Después de cinco años de negociaciones con la asociación de pilotos comerciales, se alcanzó un nuevo acuerdo de tres años a finales de septiembre de 2007 con los 1800 pilotos de ASA. Los tripulantes de vuelo de ASArepresentados por la asociación de tripulantes de vuelo alcanzaron un nuevo acuerdo en agosto de 2008.
La compañía cesó sus operaciones en el año 2011.

## Destinos
Véase: Destinos de Atlantic Southeast Airlines

## Flota
La flota de Atlantic Southeast Airlines incluía los siguientes aviones a diciembre de 2010:
A 26 de febrero de 2010 Atlantic Southeast Airlines opera una flota compuesta solamente de aviones de reacción.
A febrero de 2010, la media de edad de los aviones en la flota de Atlantic Southeast Airlines era de 7,6 años.

### Aviones retirados
Los aviones Embraer Brasilia fueron retirados de servicio en 2003, y los aviones que no fueron vendidos permanecen estacionados en Hot Springs. La compañía operó:
- 19 ATR 72-210
- 6 British Aerospace 146-200
- de Havilland Canada DHC-6 Twin Otter
- 6 de Havilland Canada Dash 7
- Embraer EMB 110 Bandeirante
- 3 Embraer EMB 120ER Brasilia
- 12 Embraer EMB 120RT Brasilia
- Shorts 360[8]

## Incidentes y accidentes
- Vuelo 2311 de Atlantic Southeast Airlines (Brunswick, Georgia, 5 de abril de 1991; 23 Muertos, incluyendo al antiguo senador estadounidense John Tower y el astronauta Sonny Carter).
- Vuelo 529 de Atlantic Southeast Airlines (Carrollton, Georgia, 21 de agosto de 1995); 10 muertos.